# Las Vegas (Novo México)
Las Vegas é uma cidade localizada no estado americano de Novo México, no Condado de San Miguel. Anteriormente já foi separada em duas cidades diferentes, a Las Vegas do Oeste ("cidade velha") e a Las Vegas do Leste ("cidade nova"), que era divididas pelo rio Gallinas, e tinham características distintas e eram de distritos separados e rivais. Sua população era de 14 565 no censo demográfico de 2000. É a sede e maior cidade do Condado de San Miguel.
Las Vegas é a sede da Universidade New Mexico Highlands. Também é utilizada pelo instituto americano IBNA para treinar seus professores, provavelmente por ser perto do colégio Armand Hammer United World of the American West.
Las Vegas é frequentemente confundida pela cidade Las Vegas, em Nevada.

## Demografia
Segundo o censo americano de 2000, a sua população era de 14.565 habitantes.
Em 2006, foi estimada uma população de 13.889, um decréscimo de 676 (-4.6%).

## Geografia
De acordo com o United States Census Bureau tem uma área de 19,5 km², dos quais 19,5 km² cobertos por terra e 0,0 km² cobertos por água. Las Vegas localiza-se a aproximadamente 1939 m acima do nível do mar.

## Localidades na vizinhança
O diagrama seguinte representa as localidades num raio de 64 km ao redor de Las Vegas.